# فرشته‌ماهی حلقه‌آبی
فرشته ماهی حلقه آبی (نام علمی: Pomacanthus annularis) نام یک گونه از تیره فرشته‌ماهیان است.